# (6895) 1987 DG6
A (6895) 1987 DG6 a Naprendszer kisbolygóövében található aszteroida. Henri Debehogne fedezte fel 1987. február 23-án.